# 美联社
- 關於韓國的聯合通訊社，請見「韓國聯合通訊社」。
- 關於印度的聯合通訊社，請見「印度联合新闻社」。

联合通讯社（英語：Associated Press），中文環境裡为将其和其他国家的“联合通讯社”区分开来，多加註國名称为“美国联合通讯社”，简称美联社，為美國乃至於世界最大的通讯社，是由各成员单位联合组成的合作型通讯社。二战后（1947年），美联社成员范围扩大到电台、电视台，而且允许非社员订閲稿件。美联社总部设在美国纽约。
美联社成立于1846年5月，由《纽约先驱报》、《纽约太阳报》、《纽约论坛报》、《纽约商业日报》、《快报》、《纽约信使及问询报》联合组建。經過多年發展，已击败了传统的竞争对手合众国际社，成為美國第一大的通訊社。其他英语新闻服务例如路透社和法新社，是基于美国以外的国家。
美联社编辑部门有总编室、国际部、对外部、经济新闻部、体育新闻部、图片新闻部、特稿部、广播新闻部。1994年，美联社增设电视部（APTV），工作中心在伦敦，通过亚洲、拉美、北美和全球四条服务专线，向全世界电视订户提供声像新闻，用6种文字发稿。
截至2005年年底，美联社的合作伙伴包括1700多家报纸，超过5000家电视和广播电台。超过10万张新闻图片。243家新闻分社，在全球121个国家设有办事机构，吸引来自世界各地的记者。并多次获得普利策奖以及其他重要新闻界奖项。美联社还运营美联社卫星网络，覆盖全球，报道重大事件。美联社在绝大部分美国媒体开有专版，所有出版和再版的新闻出处必须标明为美联社。美联社事实上已经成为新闻写作的标准。

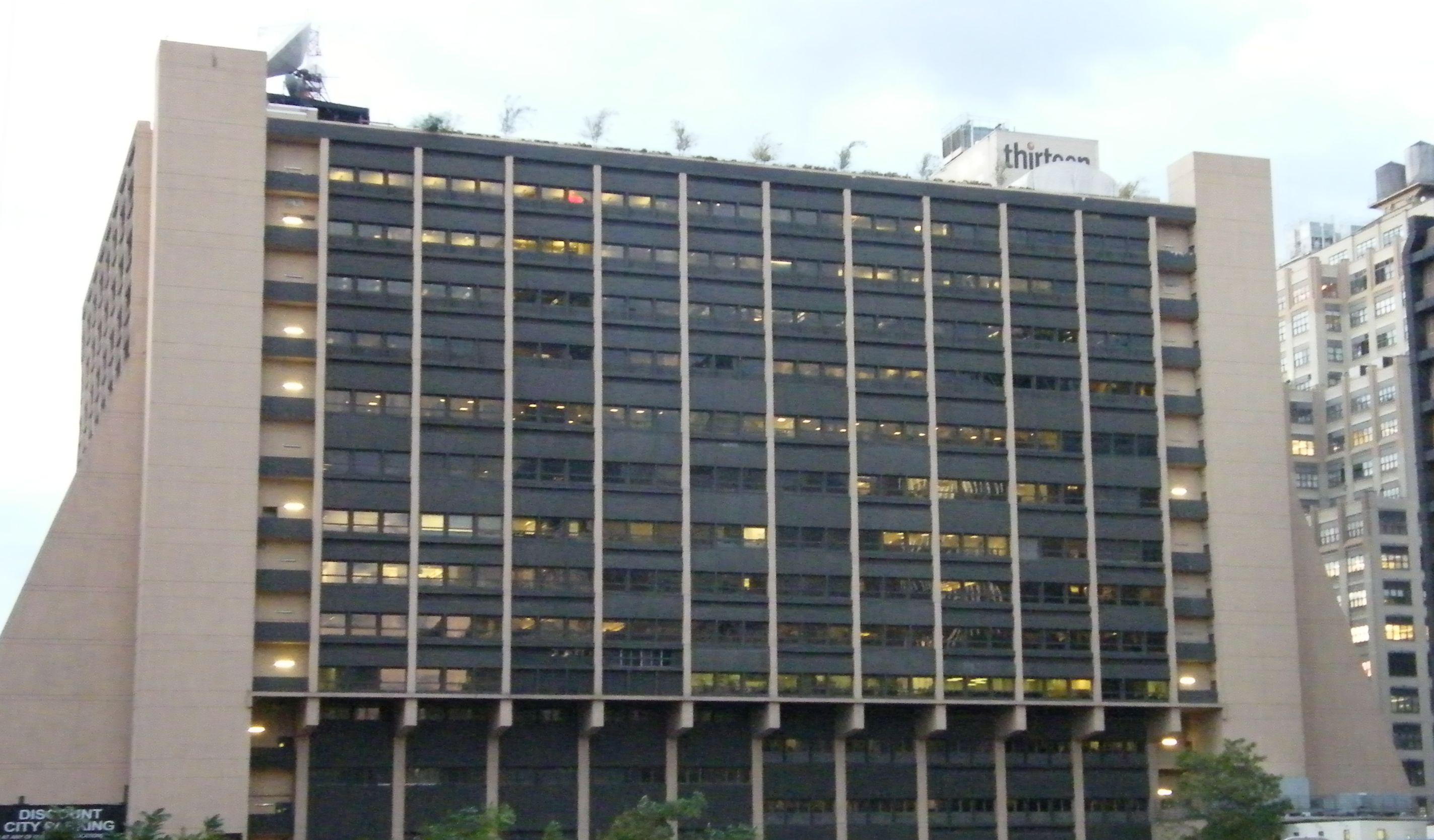
位於美國紐約市西33街450號的美聯社總部大樓

## 历史

### 起源
今天美联社的组织机构及其名称，到1900年才固定下来。美联社起源在新闻史上有不同意见，说法不一。
|                            | 关于在1848年正式组建通讯社一说，并未有资料可佐证。这个后来发展成为现代美联社的组织正式创办时期最确切的日期是1849年1月11日。正是在这一天，上面提到的这六家纽约日报签署了一项协议，组成“港口新闻社”。该协议的第一副本于1967年由理查德·A.施瓦茨洛斯（Richard A.Schwarzlose）教授在纽约公共图书馆手稿部所藏亨利·J.雷蒙德的文件中发现。他提供了以往不为人知的细节内容：6个合伙人按规定共用两艘船只，在驶入纽约港的轮船上采集新闻，共同分担费用，向纽约市以外的报纸出售新闻，还要制订成员规章。显然是由于通过电报出售新闻的生意变得越来越重要之故，1851年，该组织签署新的协议，改名为“电讯与综合新闻联合社”（Telegraphic General News Association）。“联合新闻社”（Association Press）的名称直到1860年才广泛使用，但纽约市的组织正是现代报业联合会的先驱。 |
| ——埃默里父子《美国新闻史》 | |

#### 港口新闻社
1848年，纽约六家报纸：《纽约先驱报》、《纽约太阳报》、《纽约论坛报》、《纽约商业日报》、《快报》、《纽约信使及问询报》的代表举行联席会议，决定在纽约成立两个合作性新闻搜集机构。第一个是“港口新闻社”，另一个是“纽约报业联合会”（未成型）。
不同于19世纪另外三大通讯社（哈瓦斯社、路透社、沃尔夫社），港口新闻社是合作性质的组织，不以營利为目的，一切费用由各家平均分摊。

#### 纽约联合新闻社
1856年，港口新闻联合社改称“纽约联合新闻社”。
逐渐，纽约联合新闻社除了向自己会员服务，也开始向其他地方拓展。不过，他并不直接向各地报纸供稿，而是向各地组成的报业团体集体供稿。由于这些团体类似于纽约联合新闻社的二级机构，所以也都冠以“联合新闻社”的名称，比如“费城联合新闻社”、“南部联合新闻社”、“西部联合新闻社”等。其中“西部联合新闻社”（Western Assocation Press）（由美国中西部报业于1862年组成，总部位于芝加哥）的势力最大，构成今天美联社的基础。

#### 伊利诺伊联合新闻社
1882年芝加哥又出现一家新的通讯社“合众社”（United Press 与今天的合众国际社无关）。与纽约联合新闻社展开激烈竞争，结果纽约败北，其中大多数人加入合众社，其余小部分会员则与西部联合新闻社合并，于1892年成立伊利诺伊联合新闻社”，社址还在芝加哥。原来纽约联合社与合众社的竞争，变成了伊利诺伊联合通讯社同合众社的竞争。
伊利诺伊联合新闻社的第一任社长是斯通（M.E.Stone）。他一上任，马上赶赴欧洲，以巨大的代价同当时三大通讯社签订了独家交换新闻的合同，从而切断了合众社的国外新闻来源。1897年，合众社倒闭。
1898年，伊利诺伊联合新闻社卷入一场持续两年的官司。当时芝加哥的《洋际报》（Inter Ocean）由于采用别家通讯社稿件，伊利诺伊联合新闻社便停止向《洋际报》供稿。为此《洋际报》向法院上诉，经过两年审理，1900年伊利诺伊州法院做出裁定，联合新闻社必须将稿件提供给任何客户，不得有所歧视。败诉后，为了规避伊利诺伊州的法律，斯通便解散伊利诺伊联合新闻社，同时在纽约成立一家新的通讯社，就是今天美联社。其名称AP也是这次重大改组中正式固定下来，沿用至今。

### 美联社时期（1900年之後）

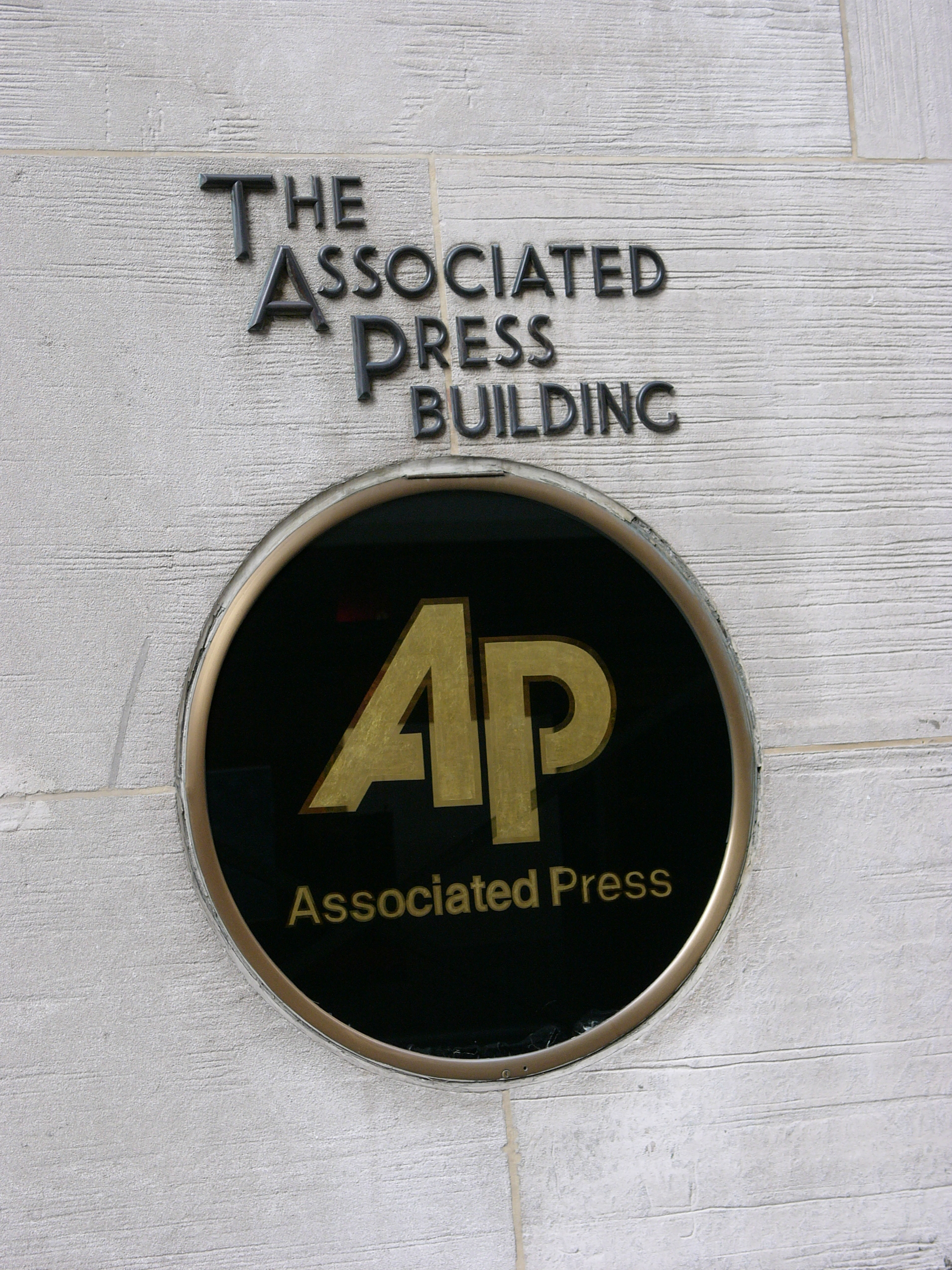
美联社總部大樓大門旁的美联社標誌

同“港口新闻社”一样，1900年成立的美联社还是一家不以營利为目的的合作社。美联社第一任社长斯通，有一次对董事会说的很明确：
|  | 一个全国性的新闻合作组织是这样一种机构，它属于而且只属于各个报纸，他不出卖新闻，不谋私利，不付股息，仅仅是各个报纸的代理人和公仆。参加者应该包括一切党派、宗教界、经济界和社会各界的新闻工作者，但他们对新闻事业同样热情积极，所采集的消息应该严谨、准确、公正和完整。这就是我们梦寐以求的美好愿望。 |

美联社的真正崛起，在一战前后。一战爆发时，美联社的订户仅有一百来家。
一战之后，三大通讯社垄断局面名存实亡，美联社随星条旗向海外拓展。到1940年美联社订户高达1400家，现在则是15000家，成为世界公认的第一大社。

## 國際业务
根据美联社官网，截至2020年7月，除驻平壤代理分社外，美联社在美国外全球80个国家和地区设立了共89个分社。

### 朝鮮
据朝鲜中央通讯社报道，美联社于2012年1月16日在朝鲜首都平壤设立了“美联社朝鲜分社”。美联社驻平壤代理分社成立仪式当天在朝中社举行，以社长托马斯·柯利为团长的美联社代表团成员和朝中社社长金炳浩等有关部门人员参加了成立仪式。这是朝鲜首次允许西方媒体进驻本国，之前已经有中国的新华社进驻其内。

### 中国
美联社在中国大陆地区的媒体业务，按照中国媒体的习惯，分为文字和新闻图片两部分。文字部分由美联社驻中国北京的办事处和香港的亚太区办事处负责经营。
美联社的新闻图片部分，由中国最大的综合性图库「东方IC」独家代理，由上海市属国企东方网持股所有，主要经营图片、影像、创意元素和娱乐类明星版权管理的专业服务，如Corbis、欧洲新闻图片社（EPA）、玛格南图片社等在中国的业务均由「东方IC」公司负责销售。

## 影响与评价

### 客观性法则
客观性法则（objectivity），指在新闻报道中，力求客观、中立、不带感情色彩、不加主观评判的一套报道原则及一系列相关手法。有学者概括：“作为一种职业意识形态，客观性包括三项承诺：独立（新闻应该不受政治压力的左右）；平衡（新闻在表现上应该不偏不倚）；客观（新闻应该仅仅陈述事实，其中不能滲透主观判断）。”（仙托·艾英戈等《至关重要的新闻：电视与美国民意》），还有学者将它归结为如下三项基本内涵：事实与观点分开、不带感情色彩、力求公正平衡。(梅尔文·L·德弗勒、E·丹尼斯《大众传播通论》）
一般认为，客观性法则是由美联社最先提出，并大力倡导的：“美联社是后来称之为‘客观报道’的先驱。”
由于美联社是个合作组织，众多社员来自社会各个阶层、不同党派、不同地区，利益千差万别，口味各不相同，所以客观报道就成了唯一选择。
曾任美联社总经理长达三十余年的肯特·库珀，一直致力于宣传客观性法则。他把客观性法则解释成“真正公平”的新闻报道，还称客观性法则“作为一种至善至新的道德观念，发展于美国，奉献于世界。”（阿特休尔《权利的媒介》）至于“美联社之父”斯通，更是将客观性法则具体化为“5W1H”的导语格式和倒金字塔的新闻结构，而这些都成为了新闻写作的标准模式，风行全球。
由于美联社的大力倡导，客观性法则在西方被奉为职业理念。阿特休尔说：“对新闻工作者而言，圣杯应当是客观性法则。如果他缺少这些东西，其身份就会贬低，其结果就可能使其职业遭到毁灭之灾。”

### 评价
|                     | 给地球各个角落带来光明的只有两个：天上的太阳和地上的美联社。 |
| ——马克·吐温，19世纪 |                                                              |

甘地对美联社记者吉姆·米尔斯（James A. Mills）说过一句令美联社不无得意的话：
|  | 我猜想，当我死后站在天堂之门的时候，碰到的第一个人会是名美联社记者。 |

1876年美國總統選舉，美聯社西部分支領導人威廉·亨利·史密斯，為了支持他的朋友拉瑟福德·伯查德·海斯競選總統，利用美聯社對其進行宣傳，由於宣傳過於露骨，美聯社當時被稱為「海斯門下媒體」。

### 引用
1. 1 2   (PDF). The Associated Press. 2015-04  [2016-06-02]. （原始内容存档 (PDF)于2016-06-15）.
2. 1 2 3  Britannica, The Editors of Encyclopaedia. "Associated Press". Encyclopedia Britannica, Invalid Date, https://www.britannica.com/topic/Associated-Press （页面存档备份，存于）. Accessed 28 September 2021.
3. ↑  "AP by the numbers" （页面存档备份，存于）. Associated Press. 2019. Retrieved September 10, 2020.
4. ↑  . The Pulitzer Prizes.   [2021-09-29]. （原始内容存档于2022-07-11）.
5. ↑  . 中国经济网. 2016-04-19  [2021-09-29]. （原始内容存档于2018-08-02）.
6. ↑  . AP.   [2020-07-26]. （原始内容存档于2020-08-02）.
7. ↑  .   [2012-01-17]. （原始内容存档于2012-01-18）.
8. ↑  梅尔文·L·德弗勒、E·丹尼斯《大众传播通论》
9. ↑   (PDF). 美联社.   [2021-05-16]. （原始内容存档 (PDF)于2021-06-14） （英语）.
10. ↑  Starr, Paul. . Basic Books. 2004: 187  [2020-10-21]. ISBN 978-0-465-08193-6. （原始内容存档于2021-05-03） （英语）.

## 外部連結
- Associated Press（页面存档备份，存于）
- Associated Press News（页面存档备份，存于）
- 美联社的X（前Twitter）
- 美联社的Facebook專頁
- 美联社的Instagram帳戶